# Lee Dorman

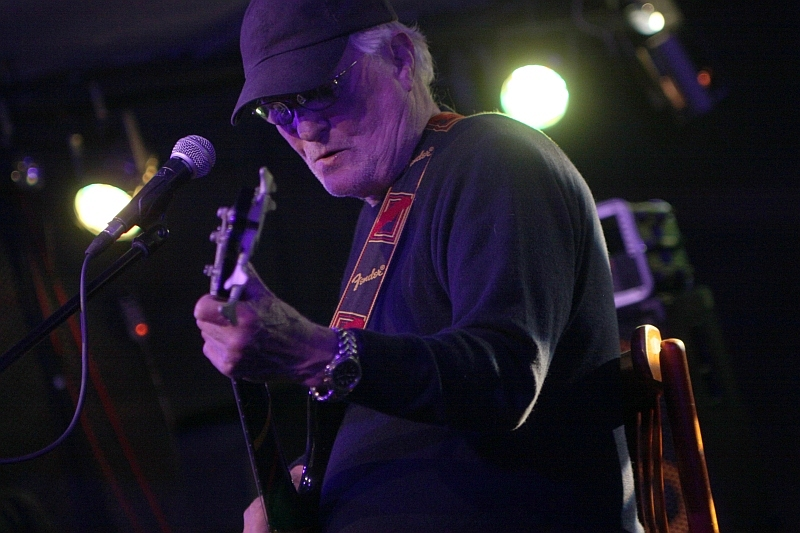
Lee Dorman (März 2012)

Douglas Lee Dorman (* 15. September 1942 in St. Louis, Missouri; † 21. Dezember 2012 in Laguna Niguel, Kalifornien) war ein US-amerikanischer Rock-Bassist. Ab 1967 arbeitete er in der Gruppe Iron Butterfly. Mit der Gruppe nahm er drei Studioalben auf: In-A-Gadda-Da-Vida (1968), Ball (1969) und Metamorphosis (1970). Später spielte er mit Captain Beyond. Mit der Gruppe nahm er ebenfalls drei Studioalben auf: Captain Beyond (1972), Sufficiently Breathless (1973) und Dawn Explosion (1977).

## Leben

### Die Klassisches Phase von Iron Butterfly
Dorman wurde eher zufällig Bassist. Er war als Schlagzeuger in einer Band in Arizona und der Bassist einer befreundeten Band zog nach San Diego und fragte Dorman, ob er ihn begleiten wolle. Sein Freund gab ihm Bass-Stunden und Dorman sprang eines Tages in dessen Band als spontaner Gast ein, als sein Freund den etatmäßigen Gitarristen vertreten musste.
Lee Dorman und Ron Bushy kannten einander bereits aus San Diego und trafen sich zufällig im Sommer 1967 in Los Angeles. Bushy trat Iron Butterfly bei, als das Debütalbum aufgenommen, aber noch nicht veröffentlicht war. Die Band hatte zu diesem Zeitpunkt Managementprobleme, wodurch sich die Veröffentlichung des Debütalbums hinzog. Zudem war kürzlich der Gitarrist ausgestiegen und ein Nachfolger musste gesucht werden. Dorman besuchte die Band häufig bei den Gitarristencastings und freundete sich mit der Band an. Als ein Bassist gesucht wurde, wurde er zum Vorspielen eingeladen. Das erste Album, auf dem er spielte, war das Erfolgsalbum In-A-Gadda-Da-Vida. 1971 löste sich die Band auf.

### Captain Beyond
Nach der Auflösung von Iron Butterfly gründete Dorman zusammen mit seinem ehemaligen Bandmitglied Larry Reinhardt die Band Captain Beyond. Weitere Mitglieder waren Rod Evans (Gesang) und Bobby Caldwell (Schlagzeug). 1973 löste sich die Band auf. Bei der Reunion von Iron Butterfly 1974 wurde er durch Philip Taylor Kramer ersetzt. Von 1976 bis 1978 kam es zu einer Reunion von Captain Beyond, bei der Dorman mitspielte. Als sich die Band in den 1990er Jahren wiedervereinigte, nahm Dorman nicht mehr teil. 

### Reunion mit Iron Butterfly und späteres Leben
Nach Auflösung von Captain Beyond spielte Lee Dorman mit einigen Unterbrechungen konstant wieder bei Iron Butterfly. 
Im Dezember 2012 wurde Lee Dorman in seinem Wohnort Laguna Niguel, Kalifornien, tot in seinem Auto aufgefunden. Die Sprecherin des Sheriffs des Bezirks Orange County sagte, dass Dorman vermutlich auf dem Weg zum Arzt an natürlichen Umständen verstorben sei.